# 70인역
70인역 또는 칠십인역(七十人譯, 고대 그리스어:  Ἡ μετάφρασις τῶν Ἑβδομήκοντα, 라틴어: septuaginta, '70'을 의미, LXX)은 현재 존재하는 구약성경 번역판 중 가장 오래된 판본 가운데 하나이다. 기원전 300년경에 고대 그리스어인 코이네 그리스어 또는 헬레니즘 그리스어(이하 헬라어)로 작성되었으며, 현대에 제작된 많은 기독교 구약성경의 원본으로 사용되었다. 현재까지도 동방 정교회에서 공식 전례 본문으로 인용하고 있다. 기독교에서는 정경 위치에 있으며, 신약성경에서 구약성경 인용 본문으로 사용하였고, 신학적 연구에서도 인용 본문으로 활용하였다. 히브리어 성경을 정경으로 인정하는 유대교에서는 정경으로 취급하지 않는다.

## 개요

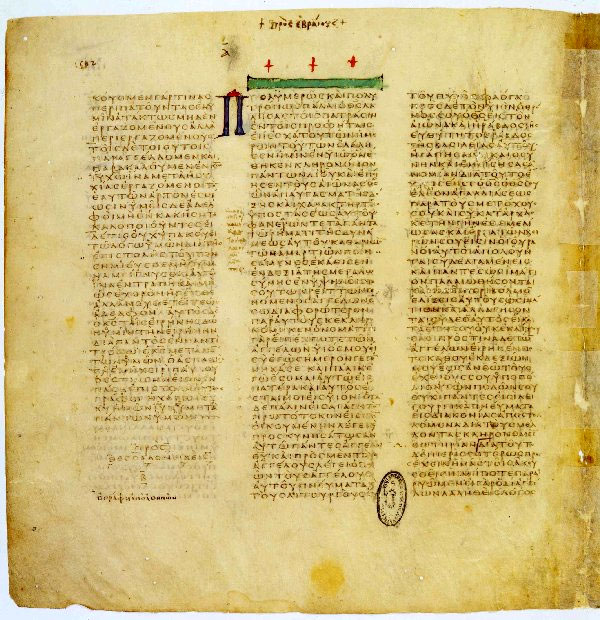

전승에 따르면 히브리인의 경전을 그리스어로 번역한 것으로, 기원전 3세기 중엽부터 기원전 1세기까지의 기간에 걸쳐, 조금씩 번역 및 편집된 내용들을 집성한 것이다.
칠십인역의 명칭인 '70'을 의미하는 셉투아진트 유래에 대해서는 여러 설들이 존재하나, 위서 아리스테아스의 편지에 따르면, 이집트의 파라오 프톨레마이오스 2세 필라델포스의 명으로, 이스라엘의 12지파에서 각각 6명씩 파견된 72명의 유대인 번역자들이 알렉산드리아에서 72일간 '율법'(모세 오경)을 번역했다는 설이 유력하다. (단, 이 아리스테아스의 편지 자체는 70인역이 번역된 시기의 문장을 흉내내어 작성된 후대의 문서로 보며, 따라서 이 문서 자체의 신빙성에 관하여는 부정되어 있다) 72인에 의해 번역된 성경이 언제부터 '70인역'으로 불리게 되었는가에 대해서는 명확하지는 않으나, 1세기 경의 저술가 플라비우스 요세푸스의 저서 유대 고대사에서 70인의 장로와 2명의 사자가 알렉산드리아에 파견되었다는 기술이 남아 있어, 적어도 1세기 경에는 70인역이라는 명칭이 통용되었을 것으로 생각된다.
전통적으로 70인역으로 편집된 내용은, 히브리어 및 아람어로 작성된 구약성경의 헬라어 번역 뿐만 아니라, 구약성경에서 제외된 문서 가운데 유대인에 의해 작성된 문서로 기원전 2세기에서 기원후 1세기 사이에 완성된, 오늘날 외경 및 위경 등으로 분류되는 문서들 또한 포함되어 있다. 또한 원문이 히브리어 또는 아람어로 작성된 것으로 여겨졌으나, 그리스어, 시리아어, 라틴어, 이디오피아어로 된 내용만이 전해지는 문서들도 있다. 토비트처럼, 나중에 사해 문서에서 아람어로 적힌 내용이 발견된 것도 있는가 하면, 제2, 3, 4 마카베오서 처럼, 처음부터 헬라어로 저술된 내용도 70인역의 일부로 존재한다.
현존하는 70인역의 여러 사본(寫本)들은 기원전 3세기경부터 복잡하게 전해져 내려오던 사본들을 오리게네스가 헥사플라에서 집대성하여 편집한 것이다.

## 성립 배경
70인역이 제작된 시기적 배경으로는, 알렉산드로스 대왕의 헬레니즘 영향으로 헬라어는 그리스를 중심으로 소아시아와 아라비아 반도를 포함하는 중동지역과 북아프리카, 인도 북부 인근 등지의 공용어로 사용하던 시기였다. 기원전 1세기 이후 로마제국의 지배시기에도 이탈리아 반도의 라틴어보다 헬라어의 영향이 강력했다. 팔레스타인 지역에는 아람어를 사용하게 되며 사어가 된 히브리어를 읽지 못하고 헬라어에 익숙한 유대인이 많았으며, 이들의 이용을 위해 번역되었을 것으로 추측된다. 게다가 로마제국 각지에 흩어살던 '디아스포라'의 유대인들은 헬라어가 모어가 되었고, 헬레니즘에 경도되었다. '헬레니스트'(Hellenist)로 불리는 그리스어를 모어로 하는 유대인들은, 알렉산더 3세의 원정 이래, 일정 정도 증가하였을 것으로 추측된다.
헬레니즘 시대에 다양한 중동지역의 문헌과 경전들이 헬라어로 번역되었다. 조로아스터교 등의 경전도 헬라어로 번역되어 이후 마니교를 형성하는 영향을 주었다. 구약성경 역시 이와 같은 시기에 이스라엘의 율법, 이야기, 시문, 잠언 등의 여러 종류의 문서가 묶여진 서적이 번역되었다.
신약성경의 내용에는 구약성경에 해당되는 성경 구절을 인용할 때 이 70인역이 사용되는 경우가 많다. 신약성경에 포함되는 여러 서간의 저자로 일컬어지는 사도 바울로의 경우, 히브리어 및 아람어의 독해가 가능하였던 것으로 여겨지나, 그의 서간에서는 일부 인용에서 70인역이 사용되고 있다. 히에로니무스 또한 구약성경의 번역에 이를 참조했다고 한다. 한편 르네상스 이전의 서유럽에서는, 히브리어를 아는 자가 거의 없었기 때문에 70인역이 긴요히 사용되었을 것이다. 정교회에서는 70인역을 구약의 정경으로 사용하여, 번역본을 만들 때의 원본은 마소라 본문이 아닌 70인역인 경우가 있다.
이렇듯 바울로를 필두로 당시의 사도들이 인용한 구약성경은 그리스어판의 성경인 70인역이었으며, 따라서 이 70인역은 기독교 연구 분야에서 중요한 위치를 차지했다고 말할 수 있다. 또한 70인역은 라틴어, 아르메니아어, 콥트어, 이디오피아어, 조지아어, 고대 슬라브어 등의 초기 기독교회의 각 교회에서 구약성경이 번역될 때의 그 바탕이 되었다.
한 언어에서 다른 언어로 통역, 또는 번역할 경우 바탕 언어로 말하거나 기술한 내용의 이해가 전제조건이라는 점에서, 70인역 가운데 히브리어 및 아람어에서 번역된 부분은, 구약성경의 가장 오래된 성경해석을 포함하고 있다는 점에서 중요하며, 70인역은 단순히 히브리어 및 아람어의 구약 원전의 역사를 거슬러 올라가는, 또는 그 배경이 되는 원전의 재구성을 위한 본문비평을 위해서도 이상의 의미를 갖는다. 70인역을 현대어로 번역하여 여기에 주석을 붙이는 '알렉산드리아 성경'(La Bible d'Alexandrie)과 같은 판본도 존재한다.
3세기에 이미 목판 인쇄가 가능했던 동아시아 지역과 달리 유럽과 중동에서는 필사본으로 문헌을 기록하였고, 기록 과정에서 지역별 사본의 독특한 흐름이 형성되었다. 가장 오래된 70인역의 사본은, 파피루스의 일부 단편이 존재하나, 그 외에 바티칸 사본, 시나이 사본, 알렉산드리아 사본 등, 4~5세기 경의 거의 완전판의 사본이 현대에 남아 있다. 이는 히브리어의 가장 오래된 사본인 레닌그라드 사본(1008년) 보다 훨씬 오래되었으며, 이를 토대로 기원전 4,5세기 경의 히브리어 원전을 어느 정도 추정할 수 있기 때문에 70인역은 구약성경의 본문비평 작업에서 중요한 위치를 차지한다. 물론, 70인역의 중동의 언어인 히브리어를 코이네 그리스어로 번역하면서 번역 단어가 원본 단어와 완전히 일치한다고 단정할 수 없다. 그러나 이 문제는 번역에는 언제나 존재하는 문제이기도 하다.

## 성경 목록
70인역 성경 목록은 명확하게 통일된 형태로 정해진 것이 없고 기독교 종파마다 교회마다 제각각 다르다. 아래의 목록은 초대교회 당시의 70인역 성경 목록이다.
| 성경                  | 없음   | 외경   |
| --------------------- | ------ | ------ |
| 창세기                |        |        |
| 출애굽기              |        |        |
| 레위기                |        |        |
| 민수기                |        |        |
| 신명기                |        |        |
| 여호수아              |        |        |
| 사사기                |        |        |
| 룻기                  |        |        |
| 열왕기 1서 (사무엘상) |        |        |
| 열왕기 2서 (사무엘하) |        |        |
| 열왕기 3서 (열왕기상) |        |        |
| 열왕기 4서 (열왕기하) |        |        |
| 역대상                |        |        |
| 역대하                |        |        |
| 에스라                |        |        |
| 느헤미야              |        |        |
| 에스더                |        |        |
| 에스더 부록서         |        | (외경) |
| 유딧서                |        | (외경) |
| 토빗서                |        | (외경) |
| 마카비 1서            |        | (외경) |
| 마카비 2서            |        | (외경) |
| 시편                  |        |        |
| 욥기                  |        |        |
| 잠언                  |        |        |
| 전도서                |        |        |
| 아가                  |        |        |
| 솔로몬의 지혜서       |        | (외경) |
| 벤시락의 집회서       |        | (외경) |
| 호세아                |        |        |
| 아모스                |        |        |
| 미가                  |        |        |
| 요엘                  |        |        |
| 오바댜                |        |        |
| 요나                  |        |        |
| 나훔                  |        |        |
| 하박국                |        |        |
| 스바냐                |        |        |
| 학개                  |        |        |
| 스가랴                |        |        |
| 말라기                |        |        |
| 이사야                |        |        |
| 예레미야              |        |        |
| 예레미야 애가         |        |        |
| 에스겔                |        |        |
| 다니엘                |        |        |
| 마카비 3서            | (없음) | (외경) |
| 에스드라 1서          | (없음) | (외경) |
| 에스드라 2서          | (없음) | (외경) |
| 바룩서                | (없음) | (외경) |
| 수산나                | (없음) | (외경) |
| 벨과 뱀               | (없음) | (외경) |
| 세 청년의 노래        | (없음) | (외경) |
| 므낫세의 기도         | (없음) | (외경) |
| 예레미야의 편지       | (없음) | (외경) |
| 에녹 1서              | (없음) | (외경) |
| 에녹 2서              | (없음) | (외경) |
| 에녹 3서              | (없음) | (외경) |
| 시편 151편            | (없음) | (외경) |

## 구성
70인역에 포함되는 문서의 수는 현존하는 구약성경의 히브리어 사본 보다 많으며, 필사본을 비교하면 동일한 내용에 일부 문장 구조나 단어가 다른 문서 또한 존재한다. 기독교도가 70인역을 자신들의 경전으로 삼는 것에 대해, 1세기말 예루살렘 성전이 파괴된 이후 유일하게 남은 유대종교의 바리새파는 기원후 90년 새로운 바리새파식 유대교를 규정하는 얌니아 회의에서 히브리어 사본이 없거나 헬레니즘 영향이 두드러진 문서 배제를 결정하여, 이것이 현재의 마소라 본문의 범위를 결정하였으며, 이 당시 배제된 문서를 유대교에서는 외경으로 취급한다.
기독교에서도 구약성경 부분의 엄밀한 범위를 얌니아 회의에서 확정한 정경의 범위를 받아들이는 신학자가 존재한다. 한편 역사적으로 중세에 이르기까지 기독교도의 구약성경은 70인역과 거의 같았는 설 또한 있어, 현재도 천주교회 및 동방정교회에서는 이를 전통으로 따르고 있다.
70인역의 문서 가운데는, 앞에서 언급하였듯이, 근대에 들어와 히브리어 또는 아람어의 사본이 발견된 문서 또한 존재한다.
마르틴 루터는 구약성경의 바탕을, 히브리어 및 아람어 사본이 있는 것, 즉 마소라 본문 만을 채택했다. 이 영향으로 현대의 개신교의 많은 종파에서는 70인역에만 포함되는 문서를 구약의 외경으로 취급, 성경에 포함되지 않는 문서로 본다. 개신교의 일부(프로테스탄트 성서 주의 등)에서는 얌니아회의 이전부터 구약성경에는 정경으로서의 권위가 있었다고 전제를 두며, 유대교의 얌니아 회의의 권위를 인정하지 않는다. 또한 역사적으로도 정경 및 외경의 구별이 존재했다고 전제하고 있다. 한편, 개신교의 일부에는 외경의 일부를, 준(準)정경 형태로 받아들이는 경우도 있다.
근대에 들어서, 현재의 사본에 기초한 학문적인 70인역의 교정본을 출판하려는 시도가 있었다. 랄프스(A. Rahlfs)는 몇몇 사본을 바탕으로 셉투아진타(Septuaginta)를 1935년에 출판하여, 이는 지금도 널리 사용되고 있다. 이보다 조금 늦게 독일어권의 학자들을 중심으로 현존하는 많은 수의 사본, 70인역의 옛 번역판, 고대 교회의 교부들의 70인역의 인용 등을 검토하여, 원시 70인역이라 부를 수 있는 것을 학문적으로 재구성하려는 시도가 출판되고 있으나 아직까지 완성되지 않았다. 괴팅겐에 있는 70인역 연구소에서 출판했기 때문에 괴팅겐 70인역으로 알려져 있다.

## 판본
- A. Rahlfs 저 - Septuaginta, Deutsche Bibelgesellschaft(독일 성서공회) - ISBN 978-3-438-05120-2

## 같이 보기
- 성경 외경
- 성경 정경
- 제2경전
- 문서설

## 참고 문헌
- 캐런 좁스(Karen H. Jobes), 모세 실바 공저, 70인역 성경으로의 초대, 서울: 기독교문서선교회, 2007.[쪽 번호 필요] ISBN 978-89-341-0957-0